# Troo
Troo é uma comuna francesa na região administrativa do Centro, no departamento Loir-et-Cher. Estende-se por uma área de 13,91 km². Em 2010 a comuna tinha 300 habitantes (densidade: 21,6 hab./km²).